# Droga wojewódzka nr 759
Droga wojewódzka nr 759 (DW759) – droga wojewódzka klasy Z w województwach: świętokrzyskim i lubelskim o długości niespełna 8 km, łącząca DW777 w Piotrowicach z DW854 w Opoce Dużej. Droga przebiega przez 2 powiaty: sandomierski i kraśnicki. Na 3. kilometrze trasy występuje nieciągłość w przebiegu na rzecz rzeki Wisły.

## Miejscowości leżące przy trasie DW759
- Piotrowice
- Opoka Duża